# Tadeusz Wójcik (ekonomista)

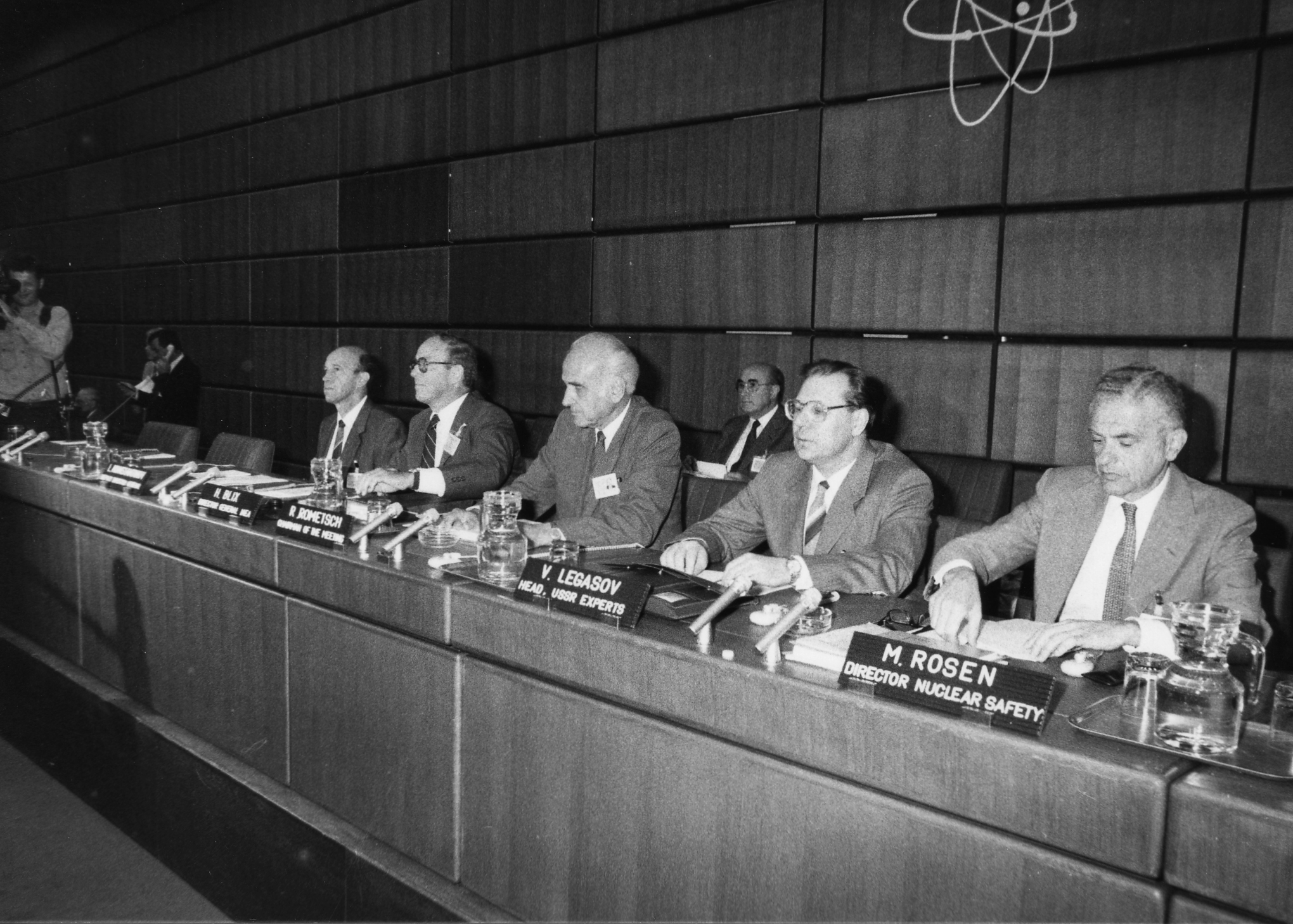
Konferencja prasowa podczas sesji otwarcia 25 sierpnia 1986. Od prawej: Morris Rosen (dyrektor departamentu bezpieczeństwa jądrowego w MAEA), Walerij Legasow (szef delacji ekspertów ZSRR), Rudolf Rometsch (przewodniczący konferencji) oraz nieobecni Hans Blix (dyrektor generalny MAEA) i Leonard Konstantinow (zastępca dyrektora generalnego kierujący departamentem energii jądrowej i bezpieczeństwa). W drugim rzędzie Tadeusz Wójcik.

Tadeusz Wójcik (ur. 24 sierpnia 1923 w Pilznie, zm. 30 września 2023) – polski ekonomista, wieloletni pracownik MAEA w Wiedniu, następnie doradca Prezesa Państwowej Agencji Atomistyki.

## Życiorys
W 1944 ukończył szkołę średnią w cyklu tajnego nauczania. W 1948 ukończył studia ekonomiczne na Akademii Handlowej w Krakowie, następnie pracował w Warszawie w organizacjach zarządzania przemysłem maszynowym. W latach 1956–1971 był pracownikiem naukowym Instytutu Badań Jądrowych w Świerku, obejmując kolejno stanowiska: kierownika grupy problemów ekonomicznych energetyki jądrowej (1956–1965), sekretarza naukowego Instytutu Badań Jądrowych (1965–1970), gdzie był odpowiedzialny za koordynację przygotowywania programów naukowych i technicznych Instytutu, który w tym czasie zatrudniał około 3000 pracowników, kolejno szefa grupy bezpieczeństwa (1970–1971). Pełniąc tę funkcję, był szefem polskiej delegacji w Komitecie ds. Bezpieczeństwa Rady Gubernatorów MAEA, który w latach 1970–1971 opracował system zabezpieczeń w ramach NPT.
W 1965 uzyskał stopień doktora nauk ekonomicznych w Wyższej Szkole Ekonomicznej w Krakowie, na podstawie pracy „Ekonomiczne aspekty rozwoju energetyki jądrowej”. Od 1971 pracował w Międzynarodowej Agencji Energii Atomowej w Wiedniu jako Specjalny Asystent Dyrektora Generalnego (Special Assistant to the Director General). W latach 1957–1992 jako szef Gabinetu Dyrektora Generalnego. W latach 1977–1987 jako Sekretarz Naukowy Naukowego Komitetu Doradczego MAEA. W sierpniu 1986 uczestniczył w konferencji zorganizowanej przez MAEA w Wiedniu w sprawie powypadkowej analizy wypadku w Czarnobylskiej Elektrowni Jądrowej. Po powrocie do kraju w 1992 został doradcą Prezesa Państwowej Agencji Atomistyki (w niepełnym wymiarze godzin). W latach 1993–1995 był szefem polskiej delegacji do Komitetu Rady Gubernatorów MAEA, który przygotował projekt Konwencji bezpieczeństwa jądrowego. W 1995 reprezentował Polskę na konferencji dyplomatycznej, która uchwaliła tę konwencję. W latach 1997–1998 był prezesem Polskiego Towarzystwa Nukleonicznego. W latach 2011–2012 był prezesem Stowarzyszenia Ekologów na Rzecz Energii Nuklearnej (SEREN).
Żonaty z Elżbietą Wójcik (z d. Kempf), lekarką pediatrą, w 1993 współzałożycielką Instytutu Naturalnego Planowania Rodziny, autorką katolicką i tłumaczką książek Josefa Rötzera.